# Suriname International 2024
Die Suriname International 2024 im Badminton fanden vom 13. bis zum 17. November 2024 in Paramaribo statt.

## Sieger und Platzierte
| Disziplin    | Gold                                    | Silber                               | Bronze                            |
| ------------ | --------------------------------------- | ------------------------------------ | --------------------------------- |
| Herreneinzel | Misha Zilberman                         | Adriano Viale                        | Samuel Cassar                     |
| Herreneinzel | Misha Zilberman                         | Adriano Viale                        | Kevin Cordón                      |
| Dameneinzel  | Inés Castillo                           | Sabrina Solis                        | Priyanna Ramdhani                 |
| Dameneinzel  | Inés Castillo                           | Sabrina Solis                        | Isabelle Rusli                    |
| Herrendoppel | Sören Opti Mitchel Wongsodikromo        | Rivano Bisphan Danny Chen            | Diego Dos Ramos Al-Hassan Somedjo |
| Herrendoppel | Sören Opti Mitchel Wongsodikromo        | Rivano Bisphan Danny Chen            | Gilmar Jones Dion Sjauw Mook      |
| Damendoppel  | Inés Castillo Namie Miyahira            | Chequeda De Boulet Priyanna Ramdhani | Crystal Leefmans Chan Yang        |
| Damendoppel  | Inés Castillo Namie Miyahira            | Chequeda De Boulet Priyanna Ramdhani | Faith Sariman Sion Zeegelaar      |
| Mixed        | Christopher Martínez Diana Corleto Soto | Rivano Bisphan Sion Zeegelaar        | Akili Haynes Priyanna Ramdhani    |
| Mixed        | Christopher Martínez Diana Corleto Soto | Rivano Bisphan Sion Zeegelaar        | Ryan Sinanan Chequeda De Boulet   |